# Soudan ottoman
1820–1885
Entités précédentes :
- Sultanat de Sennar
- Sultanat du Darfour

Entités suivantes :
- Soudan mahdiste
- Soudan anglo-égyptien

Le Soudan ottoman, (en anglais Turco-Egyptian Sudan (« Soudan turco-égyptien ») et en arabe : التركى المصرى السودان, ou التركية, at-Turkiyyah), est une région qui correspond au territoire comprenant les actuels Soudan et Soudan du Sud alors sous l'autorité de la Province ottomane d'Égypte puis du Khédivat d'Égypte. Ce territoire a existé de la conquête du Soudan par Méhémet Ali en 1820 jusqu'à la chute de Khartoum en 1885 par le Mahdi autoproclamé, Muhammad Ahmad.

## Prémices
Le nord du Soudan actuel est nominalement une dépendance égyptienne pendant les périodes mameloukes et ottomanes et les anciens dirigeants égyptiens n'exige que le versement régulier d'un hommage de la part du Kashif soudanais et rien de plus. Lorsque Méhémet Ali écrase les Mamelouks en Égypte, un groupe d'entre eux s'échappe et se réfugie vers le sud en étant accueillis par le grand sheik des Shayikiyas, Mahmoud Aladelnab vers Dunqulah. En 1811, ces Mamelouks tuent leur bienfaiteur et entrent en guerre contre les Shayikiyas. Ils perdent un grand nombre d'hommes. Ils établissent tout de même un État à Dunqulah et en font une base pour leur commerce d'esclaves. Malgré leurs pertes, ils demeurent une menace pour Méhémet Ali et un de leurs chefs, Osman Bey El Bardissi a même juré de ne plus se couper la barbe et les cheveux jusqu'à une retour victorieux en Égypte.
Entre 1812 et en 1814, Méhémet Ali envoie des émissaires, respectivement au sultan de Sennar et au sultan de Gondar afin de les inciter à ne pas aider ses ennemis voir les expulser de Dongola. En 1820, le sultan de Sennar informe Méhémet Ali qu'il n'est pas en mesure de se conformer à la demande d'expulsion des Mamelouks. Méhémet Ali voit dans cette annonce l'occasion de réaliser aussi d'autres objectifs envisagés depuis longtemps : la conquête des mines d'or du soudan supposées fabuleuses et la possibilité de recruter des soldats-esclaves et réaliser son Nizam el Jedid. En réponse, Méhémet Ali envoie 4 000 soldats aux ordres de son fils d'Ismaïl Pacha pour envahir le Soudan, le débarrasser des Mamelouks et l'incorporer à l'Égypte. Ses forces reçoivent la soumission du Kashif et dispersent les Mamelouks de Dunqulah. Une force subsidiaire menée par le gendre de Méhémet Ali, le defterdar Muhammad Bey Khusraw (ar) conquiert Kordofan. Ismaïl Pacha et ses troupes acceptent la reddition du dernier sultan Funj, Badi VII (en) de Sannar. Par contre, les tribus arabes Ja'alin offrent une résistance farouche.

## Le «Turkiyyah»
At-Turkiyyah (arabe : التركية) est le terme soudanais général pour la période de domination égyptienne et anglo-égyptienne, de la conquête en 1820 jusqu'à la prise de contrôle mahdiste dans les années 1880. Ce terme d'At-Turkiyyah signifie à la fois « la domination turque » et « la période de la domination turque ». Il désigne l'affiliation théorique des égyptiens aux turcs et donc la domination par des élites théoriquement parlant turc ou par ceux qu'elles nommaient. Aux plus hauts niveaux de l'armée et de l'administration, cela implique généralement la présence d'Égyptiens turcophones mais aussi des Albanais, des Grecs, des Arabes levantins et d'autres occupant des postes au sein de l'État égyptien de Méhémet Ali et de ses descendants. Le terme comprend également des Européens tels qu'Emin Pacha et Charles George Gordon, qui ont été employés au service des Khédives d'Égypte. L'élite égyptienne peut être décrite comme « théoriquement » turcophone parce que si le petit-fils d'Ali, Ismail Pacha, qui a pris le pouvoir en Égypte, parlait turc et ne savait pas parler arabe, l'arabe est rapidement devenu largement utilisé dans l'armée et l'administration au cours des décennies suivantes, jusqu'à ce que sous le Khédive Ismail, l'arabe devienne la langue officielle du gouvernement, le turc étant limité à la correspondance avec la Sublime Porte,. Le terme al-turkiyyah alth-thaniya (arabe : التركية الثانية) signifiant « deuxième Turquie » a été utilisé au Soudan pour désigner la période de domination anglo-égyptienne (1899-1956),.

## Autorité égyptienne
Sous le nouveau gouvernement établi en 1821, les soldats égyptiens vivent de la terre et exigent des impôts exorbitants de la population. En 1822, ces taxes provoque la survenue d'une révolte de la population de Sennar. Au rétablissement de la situation par Ismaïl Pacha, celui-ci exigeant du chef de Shendi, le mek Nimr, des contributions et des esclaves qu'il ne peut fournir, l'humilie  en le frappant et l'insultant. S'alliant alors avec un chef voisin, Nimr finit par fournir les contributions mais peu avant le départ d'Ismaïl massacre les égyptiens en les brûlant vifs. Ismaïl Pacha meurt lors de ce massacre. Le defterdar Muhammad Bey Khusraw revient de Kordofan pour venger Ismaïl et exécute près de 30 000 personnes. Ces deux événements, la rébellion contre Ismaïl Pacha et l'éxécution par le defterdar restent encore des éléments clés de l'identité soudanaise.
Les égyptiens ont également détruit de nombreuses anciennes pyramides méroïtiques à la recherche d'or caché. En outre, le commerce des esclaves a augmenté, obligeant de nombreux habitants de la fertile Al Jazirah, au cœur de Funj, à fuir pour échapper aux marchands d'esclaves. Moins d'un an après la victoire de Méhémet Ali, 30 000 Soudanais ont été enrôlés et envoyés en Égypte pour y être entraînés et intégrés dans l'armée. Tant de personnes ont péri à cause de la maladie et du climat qui leur était inconnu que les survivants ne pouvaient être utilisés que dans des garnisons au Soudan.
La domination égyptienne devenant plus sûre, le gouvernement devient moins dur. L'Égypte a accablé le Soudan d'une bureaucratie lourde et s'attendait à ce que le pays soit autosuffisant. Les agriculteurs et les éleveurs sont progressivement revenus à Al Jazirah. Méhémet Ali a également gagné l'allégeance de certains chefs tribaux et religieux en leur accordant une exonération fiscale. Des soldats égyptiens et des jahidiyah soudanais (soldats conscrits), complétés par des mercenaires, ont occupé des garnisons à Khartoum, Kassala et Al-Ubayyid et dans plusieurs avant-postes plus petits.
Les Shayikiyah , arabophones qui ont résisté à l'occupation égyptienne, ont été vaincus et autorisés à les servir en tant que percepteurs d'impôts et en formant une troupe de cavalerie irrégulière sous leurs propres cheikhs. Les Égyptiens divisent le Soudan en provinces, qu'ils subdivisent encore en unités administratives plus petites correspondant généralement à des territoires tribaux. En 1823, Khartoum devient le centre des domaines égyptiens au Soudan et se développe rapidement en un grand bourg. En 1834, elle compte 15 000 habitants et est la résidence du député égyptien. En 1835, Khartoum devient le siège du Hakimadar (gouverneur général). De nombreuses villes de garnison se sont également développées en centres administratifs dans leurs régions respectives. Au niveau local, les cheikhs et les chefs tribaux traditionnels assument les responsabilités administratives.
Dans les années 1850, les Égyptiens révisent le système juridique en Égypte et au Soudan, introduisant un code de commerce et un code pénal administrés par des tribunaux laïcs. Le changement a pour conséquence de réduire le prestige des cadis (juges islamiques) dont les tribunaux de la charia se limitaient à traiter des questions de statut personnel. Même dans cette région, les tribunaux manquent de crédibilité aux yeux des musulmans soudanais parce qu'ils mènent des audiences selon l'école de droit hanafite plutôt que selon l'école maliki traditionnelle plus stricte de la région.
Les Égyptiens ont également entrepris un programme de construction de mosquées et ont doté des écoles et des tribunaux religieux d'enseignants et de juges formés à l'Université Al Azhar du Caire. Le gouvernement favorise la Khatmiyyah, un ordre religieux traditionnel, car ses dirigeants prônent la coopération avec le régime. Mais les musulmans soudanais condamnent l'orthodoxie officielle comme décadente parce qu'elle rejette de nombreuses croyances et pratiques populaires.
Jusqu'à sa suppression progressive dans les années 1860, la traite des esclaves est l'entreprise la plus rentable du Soudan et se retrouve au centre des intérêts égyptiens dans le pays. Le gouvernement encourage le développement économique par le biais de monopoles d'État qui avaient exporté des esclaves, de l'ivoire et de la gomme arabique. Dans certaines régions, les terres tribales, qui étaient détenues en commun, deviennent la propriété privée des cheikhs et ont parfois sont vendues à des acheteurs extérieurs à la tribu.
Les successeurs immédiats de Méhémet Ali, Abbas I (1849–54) et Said (1854–63), manquent de qualités de leadership et accordent peu d'attention au Soudan, mais le règne d' Ismail I (1863–79) revitalise l'intérêt égyptien pour le pays. En 1865, l'Empire ottoman cède la côte de la mer Rouge et ses ports à l'Égypte. Deux ans plus tard, le sultan ottoman a officiellement reconnu Ismail comme Khédive d'Égypte et du Soudan, un titre que Muhammad Ali avait auparavant utilisé sans la sanction ottomane. L'Égypte a organisé et mis en garnison les nouvelles provinces du Haut-Nil, du Bahr al Ghazal et de l'Équatoria et, en 1874, a conquis et annexé le Darfour.
Ismail nomme des Européens aux gouvernorats provinciaux et nomme des Soudanais à des postes gouvernementaux plus responsables. Sous l'impulsion de la Grande-Bretagne, Ismail prend des mesures pour achever l'élimination de la traite des esclaves dans le nord de l'actuel Soudan. Il a également essayé de construire une nouvelle armée sur le modèle européen qui ne dépendrait plus des esclaves pour fournir de la main-d'œuvre.
Ce processus de modernisation a provoqué des troubles. Des unités de l'armée se sont mutinées et de nombreux Soudanais sont mécontents du cantonnement des troupes parmi la population civile et de l'utilisation du travail forcé soudanais sur des projets publics. Les efforts pour réprimer la traite des esclaves provoquent la colère de la classe marchande urbaine et des Arabes de Baggaras devenus prospères en vendant des esclaves.

## Développement
Khartoum est passé d'un campement militaire à une ville de plus de 500 maisons en briques sous le premier gouverneur général égyptien, Khurshid Pacha.
De nouvelles taxes sont imposées par le Defterdar Bey puis par son successeur, le Circassien Uthman Bey. Leurs sévérités et la crainte de représailles violentes est si aiguë que dans de nombreuses zones cultivées le long du Nil, les gens abandonnent leurs terres et s'enfuient dans les collines. Ses successeurs Mahu Bey Orfali et le premier gouverneur général, Ali Khurshid Pacha sont plus conciliants, et Khurshid Bey accepte d'amnistier les réfugiés qui après avoir fui vers la région frontalière d'Al-Atish avec l'Éthiopie sont de retour, ainsi qu'une exonération complète des impôts pour tous les Cheikhs et chefs religieux.
Malgré l'absence de découvertes de mines d'or au Soudan, les Égyptiens continuent la prospection longtemps après la conquête initiale du pays. Dans les années 1830, dans la région de Fazogli de nouvelles prospections sont entreprises, et Méhémet Ali dépêche des minéralogistes européens là-bas pour enquêter. Finalement, bien qu'il soit dans sa soixante-dixième année, il visite lui-même la région à l'hiver 1838-1839 mais seule une petite quantité d'or alluvionnaire y est trouvée, et finalement Fazogli est développé comme une colonie pénitentiaire égyptienne plutôt que comme un centre minier.

## Soldats soudanais esclaves
Dans les années 1830, Méhémet Ali a réduit le nombre d'égyptiens présents au Soudan pour les réaffecter là où les affaires militaires étaient plus pressantes. Le gouverneur général du Soudan, 'Ali Kurshid Pacha, durant sa période de gouvernement (1826 à 1838) a ainsi dû augmenter la taille des garnisons d'esclaves recrutés localement. Il a fait des raids périodiques dans la région supérieure du Nil Bleu et les monts Nouba, ainsi que sur le Nil Blanc, attaquant les territoires des peuples Dinka et Shilluk et ramenant des esclaves à Khartoum.